# Шарль ван ден Вувер
Шарль Жозеф ван ден Вувер (фр. Charles Jozef Vanden Wouwer, 7 вересня 1916, Тінмут, Сполучене Королівство — 1 червня 1989) — бельгійський футболіст, що грав на позиції нападника, зокрема, за клуб «Беєрсхот», а також національну збірну Бельгії.
Дворазовий чемпіон Бельгії. 

## Клубна кар'єра
У футболі дебютував 1933 року виступами за команду «Беєрсхот», кольори якої і захищав протягом усієї своєї кар'єри гравця, що тривала цілих вісімнадцять років. За цей час двічі виграв чемпіонат Бельгії.
| Дата       | Місто     | Господарі  | Результат | Гості      | Турнір             | Голи | Примітки |
| ---------- | --------- | ---------- | --------- | ---------- | ------------------ | ---- | -------- |
| 30-01-1938 | Париж     | Франція    | 5 – 3     | Бельгія    | товариський матч   | -    |          |
| 03-04-1938 | Антверпен | Бельгія    | 1 – 1     | Нідерланди | Відбір до ЧС 1938  | -    |          |
| 08-05-1938 | Лозанна   | Швейцарія  | 0 – 3     | Бельгія    | товариський матч   | -    |          |
| 15-05-1938 | Мілан     | Італія     | 6 – 1     | Бельгія    | товариський матч   | -    |          |
| 29-05-1938 | Брюссель  | Бельгія    | 2 – 2     | Югославія  | товариський матч   | 67'  |          |
| 05-06-1938 | Коломб    | Франція    | 3 – 1     | Бельгія    | ЧС 1938 - 1-й етап | -    |          |
| 17-03-1940 | Антверпен | Бельгія    | 7 – 1     | Нідерланди | товариський матч   | 84'  |          |
| 21-04-1940 | Амстердам | Нідерланди | 4 – 2     | Бельгія    | товариський матч   | -    |          |
| Усього     |           | Матчів     | 8         |            | Голів              | 2    |          |

Помер 1 червня 1989 року на 73-му році життя.

## Титули і досягнення
- Чемпіон Бельгії (2):

«Жерміналь-Беєрсхот»: 1937-1938, 1938-1939